# Nazlat Husajn Ali
Nazlat Husajn Ali – miejscowość w Egipcie, w muhafazie Al-Minja, w dystrykcie Al-Minja. W 2006 roku liczyła 10 952 mieszkańców.